# 米西林机车

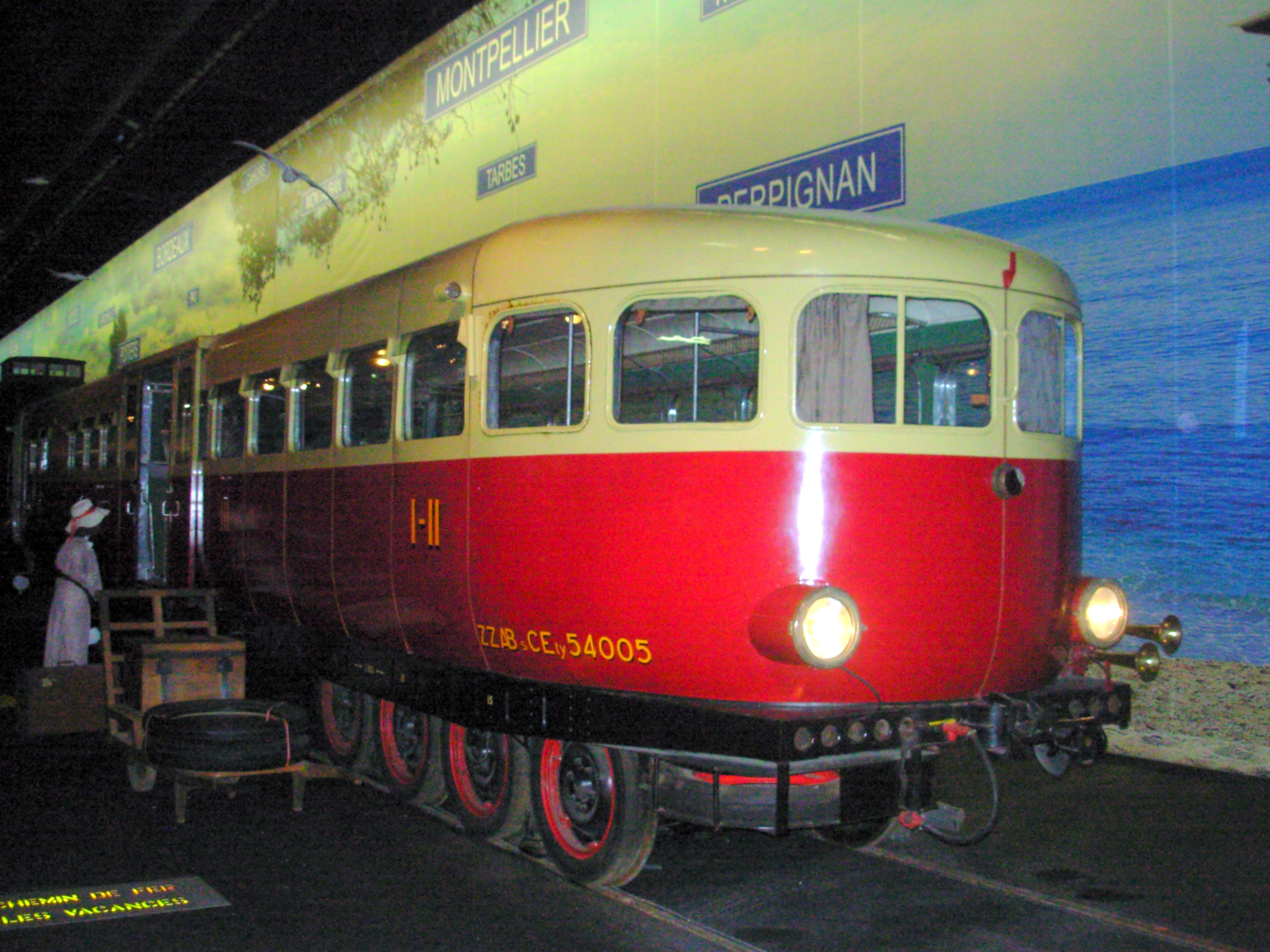
陈列于米卢斯铁道博物馆的米西林机车

米西林（法語：Micheline）是一款应用于膠輪路軌系統的铁路车辆，由橡胶轮胎制造商米其林在20世纪30年代研发。大部分米西林为自走式设计，也有部分生产为机车牵引的形式。其主要在法国制造，少量为巴德公司于美国制造。米西林的面世为铁路车辆提供了前所未有的行驶平顺性，噪音也很低，但其暴露出的缺陷亦相当明显：由于橡胶轮胎对车厢重量的承载有限，只能低负荷运行；并且每辆车对轮胎数量的要求过多（最多20个/车）造成运营维护成本较高。此外，米西林亦需要承担爆胎的风险，而不像普通列车的钢制车轮般坚固。最后米西林被应用于城市轨道交通，巴黎大眾運輸公司看中其优越的加速性能而将其引入巴黎地铁线路当中以增加短距离行车的运载效率。然而随着时间的推移，米西林因其高复杂性而逐渐被传统的钢轮车辆所取代。

## 设计

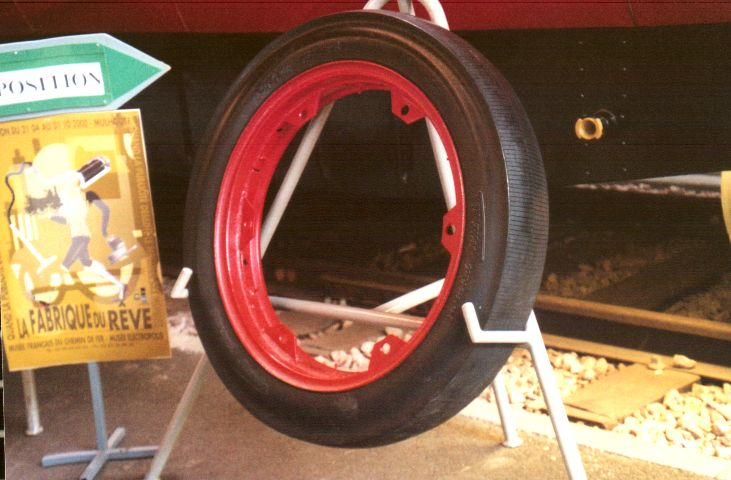
米西林轮胎及轮圈

米西林由法国人安德烈·米其林为改善轨道旅行的舒适性而设计。其首个版本在1929年获得专利，采用坚固耐用的金属轮毂。为适应轨道行驶的需求，轮胎的轮缘的可以紧贴轨底。此外车厢材料由铝合金组成，使用航空航天工业技术焊接制造，有效降低了车身重量。1931年，铁路公司引入了第一辆样车。为了为该发明取得适航许可证，安德烈·米其林的儿子马塞尔·米其林于1931年9月10日组织进行了验证行驶。其原型机米西林5号在巴黎圣拉扎尔车站至多维尔共219.2千米的距离间运行一往返，在返程时列车回到巴黎仅用时2小时整，相当于运行平均速度达到107千米每小时。

## 应用
米西林曾在法国铁路网络上运行多年，并在法國國家鐵路公司成立后仍继续使用。窄轨版本的米西林也被应用于非洲、印度支那和马达加斯加等法国殖民地的铁路系统当中。1937年，米西林在马达加斯加的塔马塔夫至塔那那利佛间369千米长的线路中实现运营1往返仅需9小时，巡航速度达到44千米每小时。时至今日，仍有2辆米西林仍在马达加斯加作为旅游线路继续运营，另有1辆原型车则存放于法国米卢斯铁道博物馆展出。

### 在华应用
1914年，法国殖民当局将一辆前置引擎的载客胶轮内燃动车组引进滇越铁路并投入服务。1932年5月22日，该车因装备了米其林生产的最新产品橡胶轮胎，故被称为米西林机车。1932年，民国政府又向法方订购了一列内置引擎的40座米西林机车，并于1935年交付使用，其在文化大革命期间又更名为红旗号机车。米西林机车分动车和附属行李车两部分，全车自重8吨，轴重0.7吨，动车的一端设有汽油发动机一台，内含12个呈V型排列的汽缸，输出功率约117.6千瓦。传动方式为齿轮变速，通过链条带动机械传动；驾驶台装有计程器、速度表、示警器、充气与制动设施。走行部分设有转向架2个，每个转向架4对轮，轮心采用优质钢材，踏面用凸形橡胶轮及充气软胎套装；车轴为空心短轴，滚动轴承；轴上安有气压表与驾驶台示警器沟通。当轮胎气压低于500帕斯卡时，充气系统可自行充气。曲线半径300米时，机车最高运营速度达100千米每小时，由呈贡至昆明的20千米路程，仅需13分半钟即可到达，平均每分钟可行驶1.48公里。
米西林机车车体长16米，宽2.6米，高由钢轨面至顶部2.9米；车厢高1.96米；外墙钣为铝合金，两侧各设对称3层结构车窗6个，车内设19个软席座位、24个硬席，同时设有厕所、洗脸间、厨房和西餐厅，良好的配套设施使其广受当时的达官贵人、政府要员的青睐，成为其外出巡视的专用列车。中华人民共和国成立后，米西林仍使用多年，直到20世纪80年代因零配件不易购置而失修，废弃于宜良站，后经昆明铁路局投资80余万元人民币修复并移至云南铁路博物馆展出。现在这辆车是国家一级文物 。